# Jugoslavia ai Giochi della XVIII Olimpiade
La Jugoslavia partecipò ai Giochi della XVIII Olimpiade, svoltisi a Tokyo dal 10 al 24 ottobre 1964,  con una delegazione di 75 atleti impegnati in 9 discipline per un totale di 32 competizioni. Portabandiera alla cerimonia di apertura fu il ginnasta Miroslav Cerar, alla sua seconda Olimpiade, che in questa edizione dei Giochi avrebbe conquistato una medaglia d'oro e una di bronzo.
Complessivamente la squadra jugoslava conquistò cinque medaglie: due d'oro, una d'argento e due di bronzo.

## Medagliere

### Per discipline
| Sport              | Oro | Argento | Bronzo | Totale |
| ------------------ | --- | ------- | ------ | ------ |
| Ginnastica         | 1   | 0       | 1      | 2      |
| Lotta greco-romana | 1   | 0       | 1      | 2      |
| Pallanuoto         | 0   | 1       | 0      | 1      |
| Totale             | 2   | 1       | 2      | 5      |

### Medaglie
| Medaglia | Atleta            | Sport              | Evento               |
| -------- | ----------------- | ------------------ | -------------------- |
| Oro      | Miroslav Cerar    | Ginnastica         | Cavallo con maniglie |
| Oro      | Branislav Simić   | Lotta greco-romana | Pesi medi            |
| Argento  | Jugoslavia        | Pallanuoto         | Torneo Maschile      |
| Bronzo   | Miroslav Cerar    | Ginnastica         | Sbarra               |
| Bronzo   | Branko Martinović | Lotta greco-romana | Pesi piuma           |

## Risultati

### Pallacanestro
| Atleta | Classifica |
| --- | ---------- |
| V · D · M Nazionale jugoslava - Pallacanestro ai Giochi della XVIII Olimpiade 4 Gordić · 5 Korać · 6 Rajković · 7 Kovačić · 8 Gjergja · 9 Ražnatović · 10 Daneu · 11 Petričević · 12 Eiselt · 13 Cvetković · 14 Đurić · 15 M. Nikolić · All. Aza Nikolić | 7°         |
| Nazionale jugoslava - Pallacanestro ai Giochi della XVIII Olimpiade |            |
| 4 Gordić · 5 Korać · 6 Rajković · 7 Kovačić · 8 Gjergja · 9 Ražnatović · 10 Daneu · 11 Petričević · 12 Eiselt · 13 Cvetković · 14 Đurić · 15 M. Nikolić · All. Aza Nikolić                                                                               |            |

### Pallanuoto
| Atleta | Classifica |                       |
| --- | --- | --------------------- |
| V · D · M Nazionale maschile jugoslava di pallanuoto · Giochi olimpici - Tokyo 1964 Muškatirović · Trumbić · Rosić · Šimenc · Stanišić · Nardelli · Janković · Sandić · Nonković · Bonačić · Stipanić · CT : - | Argento |                       |
| Nazionale maschile jugoslava di pallanuoto · Giochi olimpici - Tokyo 1964 | |                       |
| Muškatirović · Trumbić · Rosić · Šimenc · Stanišić · Nardelli · Janković · Sandić · Nonković · Bonačić · Stipanić · CT: -                                                                                      | Muškatirović · Trumbić · Rosić · Šimenc · Stanišić · Nardelli · Janković · Sandić · Nonković · Bonačić · Stipanić · CT: - | Jugoslavia (bandiera) |